# Teología natural
La teología natural es la rama de la filosofía dentro de la corriente escolástica, de gran importancia durante la Edad Media, que trataría la cuestión de la existencia y atributos de Dios desde la filosofía, es decir, sin recurrir a lo que sería considerado como revelación divina.

### Teodicea
Leibniz acuñó el término teodicea en referencia al problema del mal; pues si, como dice Epicuro siglos antes de Cristo, Dios es bueno y todopoderoso no debería existir. Las respuestas posibles son 3: 
1. La atea, según la cual la presencia del mal es tan evidente, tan cruda que implica la negación de Dios.
2. Niega la existencia del mal, ya sea como lo negativo que resalta el bien, la luz y montaña (como sombra del cuadro). O como hacer posible el mal (no hay mal que por bien no venga). 
El mal como misterio como vagancia intelectual ya que la razón tiene límites pero no es precisamente este. O el caso del ciego de nacimiento que no extraña lo que nunca tuvo (ausencia de un bien debido), entonces no es mal.
3. Plantea la existencia de Dios y del mal. Porque si niego la existencia de uno de los dos negaría el problema, se debe plantear el problema aunque parezca absurdo.

### Teología filosófica
Se debe explicar no solo la existencia del ser sino el porqué del ser y no más bien la nada? También se debe admitir la nada, la cruz, el anonadamiento.
1. Vivimos en un mundo que hoy (contemporáneo) es nihilista (pensamiento débil, líquido) y el filósofo no debe ser cobarde ni poco inteligente ni menos no pensar o razonar.
2. Todo filósofo y teólogo de renombre lo planteó.
3. Origen ex-nihilo (de la nada).
4. Anonadamiento, locura de la cruz para paganos y escándalo para judíos que hace fuertes a débiles y los que son los hace nada. Así se amplía el horizonte de la metafísica al ocuparse del no ser además del ser. Así de ser metafísica pasa a ser una disciplina teológica en tanto se pregunte la razón de ser de las cosas y, en caso de llegar esa razón a alcanzar lo que la persona religiosa entiende por Dios, entonces y solo entonces la metafísica se habrá transformado en teología.

## Argumentos de la existencia de Dios

### Metafísica (Aristóteles)
Aristóteles, en su obra Metafísica, dividió a la sustancia que conforma al mundo en tres clases:
Una primera clase física: aquello corruptible, como las plantas, los animales, el cuerpo del hombre y todo lo que hay en el mundo sub-lunar;
Una segunda clase también física, pero incorruptible, eterna y móvil: el mundo supra-lunar;
Una tercera sustancia metafísica, inmóvil y eterna. Esta última es el Primer motor inmóvil o Το Θείον (To Theion), el cual es perfecto, es acto puro, forma pura, el ser por excelencia.[cita requerida]

### Argumento agustiniano
En el pensamiento de san Agustín, la prueba central de la existencia de Dios es aquella que parte de la aprehensión o conocimiento común a todos los seres racionales de determinadas verdades eternas, esto es, aquellas verdades que «no puedes llamar tuya, ni mía, ni de ningún hombre, sino que está presente a todos y se da a sí misma a todos por igual». El ejemplo claro que el propio Agustín aporta es el de las verdades de la aritmética, las cuales se 'imponen' por igual a todos los pensantes racionales en cuanto tales.
Comenta al respecto, en De libero arbitrio:

«[Pero] cuando alguien dice que las cosas eternas son superiores a las temporales o que siete y tres son diez, nadie dice que así debió ser, sino que, limitándose a conocer que así es, no se mete a corregir como censor, sino que se alegra únicamente como descubridor. Pero si esta verdad fuera igual a nuestras inteligencias, sería también mudable, como ellas. Nuestros entendimientos a veces la ven más, a veces menos, y en eso dan a entender que son mudables; pero ella, permaneciendo siempre la misma en sí, ni aumenta cuando es mejor vista por nosotros ni disminuye cuando lo es menos, sino que, siendo íntegra e inalterable, alegra con su luz a los que se vuelven hacia ella y castiga con la ceguera a los que de ella se apartan. ¿Qué significa el que juzgamos de nuestros mismos entendimientos según ella, y a ella no la podemos en modo alguno juzgar? Decimos, en efecto, que entiende menos de lo que debe o que entiende tanto cuanto debe entender. Y es indudable que la mente humana tanto más puede cuanto más pudiere acercarse y adherirse a la verdad inconmutable. Así, pues, si no es inferior ni igual, no resta sino que sea superior.»

Este argumento fue formulado también por Gottfried Leibniz, quien vio su pensamiento influido por el Padre de la Iglesia africano.
En palabras del propio Leibniz:

«La razón suficiente de las verdades eternas es Dios mismo, ya que el conjunto de todas ellas no es otra cosa que el propio entendimiento divino.»

### Argumento ontológico
El argumento ontológico es un argumento filosófico deductivo a priori a favor de la existencia de Dios. Se llama ontológico, porque su prueba se basa en la definición o concepto de «lo que es» (ontos) de Dios: está en el ser o esencia de Dios existir. Muchos argumentos entran en la categoría de lo ontológico, y tienden a involucrar a los argumentos sobre el estado de ser o existir. Más específicamente, los argumentos ontológicos tienden a comenzar con una teoría a priori sobre la organización del universo. Si esa estructura organizacional es verdadera, el argumento proveerá las razones por las cuales Dios debe existir.
El primer argumento ontológico en la tradición cristiana occidental fue propuesto por Anselmo de Canterbury en su obra de 1078, Proslogion. Anselmo definió a Dios como «aquel del que nada más grande [que él] puede ser pensado», y argumentó que este ser debe existir en la mente, incluso en la mente de la persona que niega la existencia de Dios. Sugirió que, si el mayor ser posible existe en la mente, también debe existir en la realidad. Si solo existe en la mente, entonces un ser aún mayor debe ser posible: uno que existe tanto en la mente como en la realidad. Por lo tanto, este ser más grande posible debe existir en la realidad.
El filósofo francés del siglo XVII, René Descartes, describió un argumento similar. Descartes publicó varias variaciones de su argumento, cada una de las cuales se centraba en la idea de que la existencia de Dios es inmediatamente deducible de una idea «clara y distinta» de un ser supremamente perfecto. A principios del siglo XVIII, Gottfried Leibniz revisó las ideas de Descartes, argumentando que lo que el argumento ontológico sí puede establecer es que Dios, por definición como ser necesario, tendría que ser o bien imposible o bien real, pues hablar de un ser necesario meramente posible (posible pero no real) sería una contradicción en los términos. Un argumento ontológico más reciente vino de Kurt Gödel, quien propuso un argumento formal para la existencia de Dios. Norman Malcolm revivió el argumento ontológico en 1960 cuando encontró un segundo argumento ontológico más fuerte en la obra de Anselmo; Alvin Plantinga desafió este argumento y propuso una alternativa, basada en la lógica modal. También se han realizado intentos para validar la prueba de Anselmo utilizando una demostración automática de teoremas. Otros argumentos han sido categorizados como ontológicos, incluyendo los argüidos por el filósofo islámico Mulla Sadra.
Desde su propuesta, pocas ideas filosóficas han generado tanto interés y discusión como el argumento ontológico. Casi todas las grandes mentes de la filosofía occidental han encontrado al argumento digno de su atención, y se han desarrollado una serie de críticas y objeciones. El primer crítico del argumento ontológico fue un contemporáneo de Anselmo, Gaunilo de Marmoutiers. Utilizó la analogía de una isla perfecta, sugiriendo que el argumento ontológico podría ser usado para probar la existencia de cualquier cosa. Esta fue la primera de muchas parodias, todas las cuales intentaron demostrar que el argumento tiene consecuencias absurdas. Luego, Tomás de Aquino rechazó el argumento sobre la base de que los seres humanos no pueden conocer la naturaleza de Dios. Posteriormente, David Hume ofreció una objeción empírica, criticando su falta de razonamiento probatorio y rechazando la idea de que cualquier cosa puede existir necesariamente. La crítica de Immanuel Kant (quien le dio dicho nombre al argumento) se basaba en lo que él veía como la falsa premisa de que la existencia es un predicado. Argumentó que «existir» no añade nada (incluyendo la perfección) a la esencia de un ser, y así un ser «supremamente perfecto» puede ser concebido para no existir. «La opinión de que la existencia no es una propiedad de los individuos se convirtió en la opinión común a principios del siglo XX». Gottlob Frege y Bertrand Russell sostuvieron que la existencia no es una propiedad de individuos, sino una propiedad de segundo orden. Según Mario Bunge, la concepción actualmente aceptada es que la existencia no es un predicado sino un cuantificador llamado «cuantificador existencial». Finalmente, filósofos, incluyendo a C. D. Broad, descartaron la coherencia de un ser máximamente grande, proponiendo que algunos atributos de grandeza son incompatibles con otros, haciendo que el «ser máximamente grande» sea incoherente. Aunque la mayoría de filósofos actuales lo rechazan, ha sido y es defendido por notables filósofos y trata cuestiones importantes acerca de la ontología, metafísica y el lenguaje.
Una versión más acabada de este argumento fue dada por el lógico austriaco-estadounidense Kurt Gödel, quien intentó aclarar los razonamientos de Anselmo, Descartes y, especialmente, de Leibniz (quien había dicho anteriormente literalmente que quería «depurar» el argumento de Descartes, «eliminando la mención, inútil y llena de dudas, de la perfección»), utilizando lógica modal.

### Vías tomistas
Quinque viae ("las cinco vías", en español) son cinco argumentaciones a favor de la existencia de Dios incluidos en el artículo III de la cuestión IIa de la primera parte de la obra Summa Theologiae, escrita en latín por el teólogo católico santo Tomás de Aquino. Santo Tomás no incluyó varios argumentos sobre la existencia de Dios que ya estaban postulados en aquel momento, como el argumento ontológico de san Anselmo de Canterbury, ya que no creía que fuera válido. En el siglo XX, el filósofo y cura católico Frederick Copleston dedicó gran parte de su trabajo a explicar y ampliar las cinco vías de Aquino.

### Argumento cosmológico (Leibniz)
En su Monadología explica que «no se puede encontrar ningún hecho que sea verdadero o existente, ni ninguna proposición verdadera», escribió, «sin que haya una razón suficiente para que sea así y no de otra manera, aunque no podemos conocer estos motivos en la mayoría de los casos». Formuló el argumento cosmológico sucintamente: «¿Por qué hay algo en lugar de nada? La razón suficiente [...] se encuentra en una sustancia que [...] es un ser necesario que lleva la razón de su existencia dentro de sí mismo».
Leibniz no pretende basarse en ninguna premisa que descarte la posibilidad de una serie infinita. Dice, por ejemplo: «Ciertamente concedo que puedes imaginar que el mundo es eterno». Leibniz piensa que el mundo pudo ser de otras infinitas maneras, en tanto que existen infinitos mundos lógicamente posibles, y la razón por la que el mundo es así y no de otra manera es Dios, y la razón por la que Dios eligió este mundo y no otro de los infinitos posibles es porque «éste es el mejor de los mundos posibles» acorde con sus atributos de perfecta bondad e infinita sabiduría. El principio de razón suficiente también es empleado por Samuel Clarke en su argumento cosmológico. El argumento de Leibniz, denominado como "argumento cosmológico leibniziano", ha tenido muchas formulaciones.

Alexander Pruss formula el argumento como el siguiente:
1. Cada hecho contingente tiene una explicación.
2. Hay un hecho contingente que incluye todos los demás hechos contingentes.
3. Por lo tanto, hay una explicación de este hecho.
4. Esta explicación debe involucrar a un ser necesario.
5. Este ser necesario es Dios.

William Lane Craig lo formula de la siguiente forma:
1. Todo lo que existe tiene una explicación de su existencia (ya sea por la necesidad de su propia naturaleza o por una causa externa).
2. Si el universo tiene una explicación de su existencia, esa explicación es Dios.
3. El universo existe.
4. Por lo tanto, el universo tiene una explicación de su existencia. (de 1, 3)
5. Por lo tanto, la explicación de la existencia del universo es Dios. (de 2, 4)

En su "Prueba racionalista", Edward Feser defiende el principio de razón suficiente argumentando que si no fuera verdadero, entonces "las cosas y los acontecimientos sin una explicación o inteligibilidad evidentes serían extremadamente comunes" y "seríamos incapaces de confiar en nuestras propias facultades cognitivas".

## Autores y obras más destacados

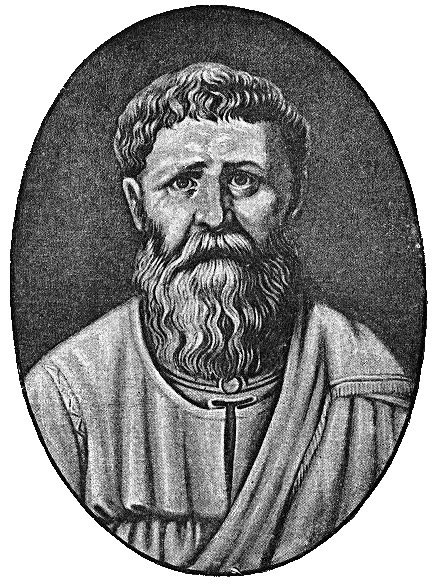
San Agustín de Hipona

- La expresión "teología natural" (theologia naturalis) parece haber sido utilizada por vez primera por Agustín de Hipona.
- Tomás de Aquino.
- Gottfried Leibniz.
- Thomas Barlow: Execreitationes aliquot metaphysicae de Deo (1637)
- Robert Boyle: Disquisition About the Final Causes of Natural Things (1688)
- John Ray: Wisdom of God Manifested in the Works of the Creation (1691)
- William Paley: Natural Theology, or Evidences of the Existence and Attributes of the Deity collected from the Appearances of Nature.
- Thomas Paine: Deism, The Age of Reason. In it he uses reason to establish a belief in Nature's Designer who man calls God.
- Horace Mann
- Edward Hitchcock: The Religion of Geology and its Connected Sciences (Boston, 1851).
- Adam Lord Gifford: The Gifford Lectures
- Los Tratados Bridgewater: A su muerte, el conde de Bridgewater legó una suma de dinero importante para financiar la redacción de una serie de volúmenes “sobre el poder, la sabiduría y la bondad de Dios, tal como se manifiestan en la creación”:

1. The Adaptation of External Nature to the Moral and Intellectual Condition of Man, por Thomas Chalmers
2. The Adaptation of External Nature to the Physical Condition of Man, por John Kidd
3. Astronomy and General Physics considered with reference to Natural Theology, por William Whewell
4. The hand, its Mechanism and Vital Endowments as evincing Design, por Sir Charles Bell.
5. Animal and Vegetable Physiology considered with reference to Natural Theology, por Peter Mark Roget.
6. Geology and Mineralogy considered with reference to Natural Theology, por William Buckland
7. The Habits and Instincts of Animals with reference to Natural Theology, por William Kirby.
8. Chemistry, Meteorology, and the Function of Digestion, considered with reference to Natural Theology, por William Prout.

- Charles Hartshorne.
- Richard Swinburne: The Existence of God.
- Alvin Plantinga: God and Other Minds, God, Freedom and Evil.
- William Lane Craig: The cosmological argument from Plato to Leibniz, The Kalām Cosmological argument.
- Robert Koons: A new Kalam argument: revenge of the grim reaper.[24]
- Alexander R. Pruss.
- Kenneth L. Pearce: Is there a God? A Debate (Graham Oppy & Kenneth L. Pearce).[25]
- Edward Feser: Five Proofs of the Existence of God.[26]
- Joshua Rasmussen.

## Teodicea
La teodicea es la rama de la teología natural que se ocupa de la cuestión del problema del mal; esto es, de buscar una explicación al hecho de que Dios permita el mal en el mundo.